# An American Treasure
An American Treasure è una raccolta di brani di Tom Petty and the Heartbreakers pubblicata il 28 settembre 2018. Questo album è il primo lavoro pubblicato dal gruppo dopo la scomparsa di Tom Petty ed include 60 tracce, suddivise in quattro dischi, che ripercorrono la carriera dell'artista.

## Genesi e pubblicazione
L'11 luglio 2018, a distanza di nove mesi dalla scomparsa di Tom Petty, avvenuta il 2 ottobre 2017, viene annunciata tramite il sito web della band l'uscita di una nuova raccolta intitolata "An American Treasure". L'opera vuole ripercorrere l'intera carriera di Petty esaltandone le capacità di compositore attraverso una selezione dei suoi brani più influenti riproposti come versioni alternative mai pubblicate e registrazioni di concerti dal vivo accompagnate da alcuni brani ancora inediti. La figlia di Petty, Adria, insieme alla moglie Dana, e ai membri del gruppo Mike Campbell e Benmont Tench ha curato personalmente la selezione dei brani, che includono sia pezzi degli Heartbreakers che lavori solisti di Petty e pezzi scritti con i Mudcrutch.

## Tracce
Tutti i testi di Tom Petty eccetto dove indicato.
1. "Surrender" (outtake daTom Petty and the Heartbreakers, 1976) – 3:18
2. "Listen to Her Heart" (live at Capitol Studios, Hollywood, California, November 11, 1977) – 3:19
3. "Anything That's Rock ‘n Roll" (live at Capitol Studios, Hollywood, California, November 11, 1977) – 3:37
4. "When the Time Comes" (You’re Gonna Get It!, 1978) – 3:04
5. "You’re Gonna Get It" (versione alternativa, 1978) – 3:14
6. Radio promotion spot, 1977 – 0:27
7. "Rockin’ Around (With You)" (Mike Campbell, Tom Petty) (Tom Petty and the Heartbreakers, 1976) – 2:19
8. "Fooled Again (I Don't Like It)" (versione alternativa, 1976) – 4:10
9. "Breakdown" (live at Capitol Studios, Hollywood, California, November 11, 1977) – 5:21
10. "The Wild One, Forever" (Tom Petty and the Heartbreakers, 1976) – 3:00
11. "No Second Thoughts" (You’re Gonna Get It!, 1978) – 2:39
12. "Here Comes My Girl" (versione alternativa, 1979) – 4:57
13. "What Are You Doing in My Life" (versione alternativa, 1979) – 3:30
14. "Louisiana Rain" (versione alternativa, 1979) – 5:04
15. "Lost in Your Eyes" (Mudcrutch, 1974) – 4:47
16. "Keep a Little Soul" (outtake da Long After Dark, 1982) – 3:08
17. "Even the Losers" (live at Rochester Community War Memorial, Rochester, New York, 1989) – 3:31
18. "Keeping Me Alive" (outtake da Long After Dark, 1982) – 3:17
19. "Don't Treat Me Like a Stranger" (B-side di "I Won't Back Down", 1989) – 3:05
20. "The Apartment Song" (registrazione demo, 1984) – 2:34
21. Concert intro by Kareem Abdul-Jabbar, The Forum, Inglewood, California, June 28, 1981 – 0:10
22. "King's Road" (live at The Forum, Inglewood, California, June 28, 1981) – 5:13
23. Clear the aisles (concert announcement by Tom Petty, The Forum, Inglewood, California, June 28, 1981) – 0:16
24. "A Woman in Love (It's Not Me)" (Live at The Forum, Inglewood, California, June 28, 1981) – 5:51
25. "Straight into Darkness" (versione alternativa, 1982) – 4:29
26. "You Can Still Change Your Mind" (Hard Promises, 1981) – 4:01
27. "Rebels" (versione alternativa, 1985) – 5:18
28. "Deliver Me" (versione alternativa, 1982) – 3:55
29. "Alright for Now" (Tom Petty, Full Moon Fever, 1989) – 2:00
30. "The Damage You’ve Done" (versione alternativa, 1987) – 3:59
31. "The Best of Everything" (versione alternativa, 1985) – 4:02
32. "Walkin’ from the Fire" (outtake da Southern Accents, 1984) – 4:44
33. "King of the Hill" (early take, 1987) – 4:00
34. "I Won't Back Down" (live at The Fillmore, San Francisco, California, February 4, 1997) – 3:39
35. "Gainesville" (outtake da Echo, 1998) – 4:05
36. "You and I Will Meet Again" (Tom Petty, Into the Great Wide Open, 1991) – 3:38
37. "Into the Great Wide Open" (live at Oakland-Alameda County Coliseum Arena, November 24, 1991) – 4:15
38. "Two Gunslingers" (Live at The Beacon Theatre, New York City, New York, May 25, 2013) – 3:50
39. "Lonesome Dave" (Tom Petty, outtake da Wildflowers, 1993) – 3:40
40. "To Find a Friend" (Tom Petty, Wildflowers, 1994) – 3:19
41. "Crawling Back to You" (Tom Petty solo track, Wildflowers, 1994) – 5:02
42. "Wake Up Time" (Tom Petty ″solo track, outtake da Wildflowers, 1992) – 5:30
43. "Grew Up Fast" (Songs and Music from "She's the One", 1996) – 5:05
44. "I Don't Belong" (outtake da Echo, 1998) – 5:54
45. "Accused of Love" (Echo, 1999) – 2:44
46. "Lonesome Sundown" (Echo, 1999) – 4:31
47. "Don't Fade on Me" (Tom Petty outtake da Wildflowers, 1994) – 4:28
48. "You and Me" (clubhouse version, 2007) – 3:13
49. "Have Love Will Travel" (The Last DJ, 2002) – 4:05
50. "Money Becomes King" (The Last DJ, 2002) – 5:11
51. "Bus to Tampa Bay" (outtake da Hypnotic Eye, 2011) – 2:55
52. "Saving Grace" (live at Malibu Performing Arts Center, Malibu, California, June 16, 2006) – 3:30
53. "Down South" (Highway Companion, 2006) – 3:25
54. "Southern Accents" (live at Stephen C. O’Connell Center, Gainesville, Florida, September 21, 2006) – 5:02
55. "Insider" (live at O’Connell Center, Gainesville, Florida, September 21, 2006) – 4:56
56. "Two Men Talking" (outtake da Hypnotic Eye, 2012) – 6:53
57. "Fault Lines" (Hypnotic Eye, 2014) – 4:28
58. "Sins of My Youth" (early take, 2012) – 3:39
59. "Good Enough" (versione alternativa, 2012) – 5:48
60. "Something Good Coming" (Mojo, 2010) – 4:10
61. "Save Your Water" (Mudcrutch, da Mudcrutch 2, 2016) – 3:17
62. "Like a Diamond" (versione alternativa, 2002) – 4:15
63. "Hungry No More" (live at House of Blues, Boston, Massachusetts, June 15, 2016) – 7:17